# Alien 3
Alien 3, ibland skriven som Alien³, är en amerikansk film i Alienserien som hade biopremiär i USA den 22 maj 1992.

## Handling
Löjtnant Ripley är ensam överlevande när hennes räddningskapsel från rymdfarkosten i Aliens, Sulaco, kraschlandar på Fiorina 161, en vindpiskad och öde planet som bebos av interner från planetens rymningssäkra fängelse, som ursprungligen var en metallfabrik. Ripleys fruktan för att en Alien fanns ombord på hennes rymdfarkost bekräftas när före detta fångars lemlästade kroppar börjar dyka upp. Utan vapen eller modern teknologi ska Ripley leda män som fällts och fängslats för synnerligen grova brott i kampen mot det fasansfulla odjuret, och snart inser hon något fruktansvärt om sin egen förbindelse till monstren. En insikt som tvingar henne till mer än att tillintetgöra monstret; att tillintetgöra sig själv.

## Rollista (i urval)
| Sigourney Weaver        | – Ellen Ripley   |
| Charles S. Dutton       | – Leonard Dillon |
| Charles Dance           | – Clemens        |
| Paul McGann             | – Golic          |
| Brian Glover            | – Andrews        |
| Ralph Brown             | – Aaron          |
| Daniel Webb             | – Morse          |
| Christopher John Fields | – Rains          |
| Holt McCallany          | – Junior         |
| Lance Henriksen         | – Bishop II      |
| Pete Postlethwaite      | – David          |

## Om filmen
- Alien³ är regisserad av David Fincher, filmmanus av David Giler, Walter Hill, Larry Ferguson och Vincent Ward. Manuset baseras på figurer skapade av Dan O'Bannon och Ronald Shusett.
- Sigourney Weaver rakade huvudet för sin roll som Ellen Ripley.
- Fincher hade en svår utmaning i Alien 3, då manuset inte var färdigskrivet när filmningen påbörjades. Studion hade använt upp nästan all budget och tid på filmens scenografi och specialeffekter. Dessutom satte studion press på Fincher och ville att filmen skulle bli klar så snabbt som möjligt.
- Filmen var från en början tänkt att vara regisserad av Renny Harlin, efter ett manus av William Gibson som skulle handla om hur Ripley, Newt, androiden Bishop och Hicks vaknade efter sin hypersömn, och upptäckt att de hamnat vid ¨aliens¨ hemvärld. Varelserna skulle även börjat ta över jorden, som i filmen skulle utspelat sig i en typisk framtida stad. Men studion oroade sig för att filmen skulle ta längre tid än önskat att bli färdig med denna handling så konceptet blev inte godkänt. Manusförfattarna Eric Red och David Twohy blev anlitade efter ett förslag från Harlin, och skrev varsina manus till projektet, båda innehöll en helt ny handling utan Ripley och de tidigare karaktärerna. Studion och producenterna vägrade dock ha en film i serien där Sigourney Weaver inte har en stor roll så deras manus slängdes åt sidan och Harlin lämnade efter detta projektet. Manusförfattaren och regissören Vincent Ward blev anlitad att skriva och regissera filmen, hans tidiga version av manuset är väldigt likt slutversion men med skillnaden att räddningskapseln hade störtat på en planet i trä som bebos av en religiös och medeltida civilisation som avskyr teknologi. Men efter att Vincent Ward också lämnade på grund av konflikter med studion, skrev Wards manus om av David Giler och Walter Hill tillsammans med Larry Ferguson, till att utspela sig på en fängelseplanet då de ansåg det var en läskigare omgivning.
- David Fincher tackade ja till att regissera filmen trots att han aldrig hade regisserat en större film innan Alien 3. Fincher hade råkat se en scen från filmen som hade lyckats bli filmad innan han blev anlitad, och Fincher gick efter det med på att bli filmens regissör. Fincher blev tvungen att filma scener som inte var menade att vara med i filmen, men som fick det ändå på grund av det ofärdiga manuset.
- En trailer släpptes för filmen 1991 men den har inget att göra med filmen, utan verkar konstigt nog följa Gibsons version av manuset. Rösten i trailern säger ¨In 1992, you will discover on earth. Everyone can hear you scream¨ medan den visar ett alienägg sväva över jorden.
- Filmen var menad att ha en speltid på 151 minuter, men studion ville inte släppa filmen om den var så lång. Dessutom ansåg de att mycket av scenerna Fincher hade filmat tog upp för mycket tid och var onödiga för handlingens skull. Fincher vägrade dock fortsätta arbeta på filmen och den klipptes istället färdigt av studion.
- 2003 släpptes en förlängd version av filmen känd som Alien 3 Assembly Cut, till DVD och senare som disc i Alien Quadrilogy, som återställer scenerna som studion klippte från filmen. Denna version lyckades få bättre kritik än den vanliga och blivit något av en kultfilm, den var menad att heta Alien 3 Directors Cut men Fincher vägrade att ha med sitt namn till den förlängda versionen och då ändrades namnet till Assembly Cut. Fincher distanserar sig överhuvudtaget numera från Alien 3 och uttrycker oftast besvikelse och ilska över filmen.

### Dator- och TV-spel
Det gjordes flera dator- och TV-spel baserade på filmen, till exempel Alien³. Men man ändrade storyn, så att Ripley i dessa använder vapen.

### Mottagande
Alien³ fick blandade recensioner av kritiker, men mest negativa efter filmens premiär. Och möttes med stark besvikelse från beundrare av James Camerons film Alien återuppstår. Filmen lyckades trots mottagandet bli nominerad för en Oscar för bästa specialeffekter.

### Fotnoter
1. ↑  ”Alien 3” (på engelska). Box Office Mojo. 22 maj 1992. http://www.boxofficemojo.com/movies/?id=alien3.htm. Läst 27 augusti 2016.